# Canadian Junior Football League
La Canadian Junior Football League (CJFL) és una lliga nacional d'aficionats de futbol canadenc que consisteix en 19 equips jugant en sis províncies del Canadà. Els equips competeixen anualment per la Canadian Bowl. Molts jugadors CJFL han tingut carreres professionals de futbol a la CFL i altres llocs.